# Gianmarco Zigoni
Gianmarco Zigoni (* 10. Mai 1991 in Verona) ist ein italienischer Fußballspieler, der derzeit beim FC Venedig unter Vertrag steht. Er ist der Sohn von Gianfranco Zigoni, der ebenfalls als Profifußballspieler aktiv war.

## Karriere

### Verein
Gianmarco Zigoni begann seine Karriere in der Jugendmannschaft von FBC Treviso, für dessen Profimannschaft er in der Saison 2008/09 in 18 Partien in der Serie B auflief und zwei Treffer beisteuern konnte. Im Juli 2009 verpflichtete ihn der AC Mailand, die Ablösesumme soll rund 1,2 Millionen Euro betragen haben. Der Stürmer debütierte am 28. März 2010 im Heimspiel gegen Lazio Rom in der Serie A, als er in der 78. Minute für Filippo Inzaghi eingewechselt wurde und somit erstmals für den AC Mailand auflief. Die Partie endete mit einem 1:1-Unentschieden.
Im Juli 2010 wechselte er als Teil des Transfers von Sokratis, der beim AC Mailand unterzeichnete, zusammen mit  Nnamdi Oduamadi und Rodney Strasser auf Co-Eigner-Basis zum CFC Genua.
Zur Saison 2011/12 wurde Zigoni an den AS Avellino 1912 ausgeliehen. Nach einem halben Jahr bei FC Pro Vercelli folgte ein weiteres halbes Jahr in Avellino, ehe er zur Saison 2013/14 an die US Lecce verliehen wurde.
In der Saison 2014/15 wurde Zigoni zunächst an die AC Monza Brianza verliehen. Da die Leihe vorzeitig aufgelöst wurde, folgte in der Rückrunde ein Leihgeschäft mit SPAL Ferrara, das am 30. Juni 2015 endete. Die Vereine konnten sich im Laufe der Vorbereitung auf ein weiteres Leihgeschäft verständigen, das auf zwei Jahre angelegt war. Mit Ferrara schaffte Zigoni zunächst den Aufstieg in die Serie B, ein Jahr später sogar den Durchmarsch in die Serie A. Zigonis Leihe endete jedoch im Sommer 2017, woraufhin er an den FC Venedig verliehen wurde. Venedig verpflichtete ihn im Anschluss fest. In der Spielzeit 2020/21 wurde er an Novara Calcio und Mantova 1911 verliehen.

### Nationalmannschaft
Zigoni wurde bereits mehrmals in den Jugendnationalmannschaften Italiens eingesetzt. Im Jahr 2009 lief er sowohl in der U-18, U-19 und U-20 Italiens auf und konnte in insgesamt neun Partien fünf Tore erzielen.

## Erfolge
- Meister der Lega Pro: 2015/16
- Meister der italienischen Serie B: 2016/17